# 밝은 별 목록
밝은 별 목록(Bright Star Catalog, 이하 BS) 또는 예일 밝은 별 목록(Yale Bright Star Catalog, 이하 YBS)은 겉보기 등급이 6.5보다 밝은 별들의 목록으로, 지구에서 사람이 맨눈으로 볼 수 있는 거의 모든 별이 여기에 기록되어 있다. BS는 존재하는 모든 별이 아니라 사람이 육안으로 관측 가능한 별 만으로 그 범위를 제한하고 있는 특수 성표(Special Catalog)이다.
성표 이름 약자는 BS 또는 YBS이나 수록된 항성들 앞에 붙는 약자는 HR이다. 이는 BS의 선조격인 1908년판 개정 하버드 광도측정성표(Harvard Revised Photometry Catalogue, 이하 HR, 하버드 대학교 천문대 출판)의 앞자리를 딴 것이다. HR은 1884년 에드워드 찰스 피커링이 만들었고 약 4,000개의 별이 실려 있다. 이 목록을 출판하고 나서 피커링은 남반구 밤하늘의 별까지 포함, 겉보기 등급 6.5보다 밝은 모든 별들의 자료를 수집했다. 1889년부터 1891년 사이 광도 측정을 통해 솔론 베일리가 이 작업을 진행했고 여기서 얻은 자료를 토대로 1908년 HR을 출판하였다. 1920년대에는 존 파크 허스트가 이 작업을 이어받아 수행했다.
밝은 별 목록에 수록된 항성의 수는 고정되어 있으나 1908년 판부터 각 천체 목록에 붙은 주석은 꾸준히 보강되어 왔다. 특히 1991년 제 5판에서 천체 주석의 양이 대폭 늘어났는데, 주석의 분량이 성표(星表) 지면보다 좀 더 많다. 예일 대학교의 엘렌 도리트 호플리트가 현재 최신판 및 최근 여러 판 개정 작업을 했다.
현재 BS에는 9,110개의 천체가 실려 있으며 대부분은 항성이다(9,096개). 10개는 신성 또는 초신성이고 4개는 항성 아닌 천체이다. 항성이 아닌 4개의 목록은 다음과 같다.
- 구상 성단 2개: 큰부리새자리 47 (HR 95), NGC 2808 (HR 3671)
- 산개 성단 2개: NGC 2281 (HR 2496), 메시에 67 (HR 3515)[5]

## 참고 문헌
1. ↑  Sean Johnston (2001). 《A history of light and colour measurement: science in the shadows》. CRC Press. 39쪽. ISBN 0-7503-0754-4.
2. ↑  John Lankford (1997). “History of astronomy: an encyclopedia”. Taylor & Francis. 397쪽. ISBN 0-8153-0322-X.
3. ↑  “Dorrit Hoffleit, 1907–2007”. Sky & Telescope. 2007. 2008년 10월 5일에 원본 문서에서 보존된 문서. 2012년 11월 17일에 확인함.
4. ↑  Jeremy Pearce (2007). “E. Dorrit Hoffleit, Scientist, Dies at 100”. The New York Times.
5. ↑  “Yale Bright Star Catalog”.